# Antonina Hoffmann
Antonina Hoffmann (ur. 16 czerwca 1842 w Trzebinach, zm. 16 czerwca 1897 w Krakowie) – polska aktorka teatralna.

## Życiorys
Urodziła się w rodzinie ziemiańskiej wyznania ewangelickiego. Od najmłodszych lat interesowała się teatrem i pomimo sprzeciwu rodziny postanowiła zostać aktorką. Ukończyła warszawską Szkołę Dramatyczną. Debiutowała w Warszawie w 1859, w Teatrze Rozmaitości. W 1860 przeniosła się do Krakowa. Gościnnie występowała we Lwowie, Poznaniu, Pradze i Warszawie.
Była współpracownicą i długoletnią towarzyszką życia Stanisława Koźmiana, z którym miała dwóch synów, nie zdecydowali się jednak na wspólne zamieszkanie i ślub. Przy  ul. Karmelickiej prowadziła otwarty salon literacko-aktorski i angażowała się w działalność filantropijną.
Łącznie zagrała prawie 400 ról teatralnych. Była między innymi Beatrix w Wiele hałasu o nic, Katarzyną w Poskromieniu złośnicy, Klarą w Ślubach panieńskich. Wprowadziła na krakowską scenę dramaty Juliusza Słowackiego. Zagrała tytułowe role w Balladynie, Beatrix Cenci i Marii Stuart. Była Amelią w Mazepie i Salomeą w Horsztyńskim. Z Heleną Modrzejewską rywalizowała o pozycję pierwszej aktorki w zespole teatru krakowskiego.

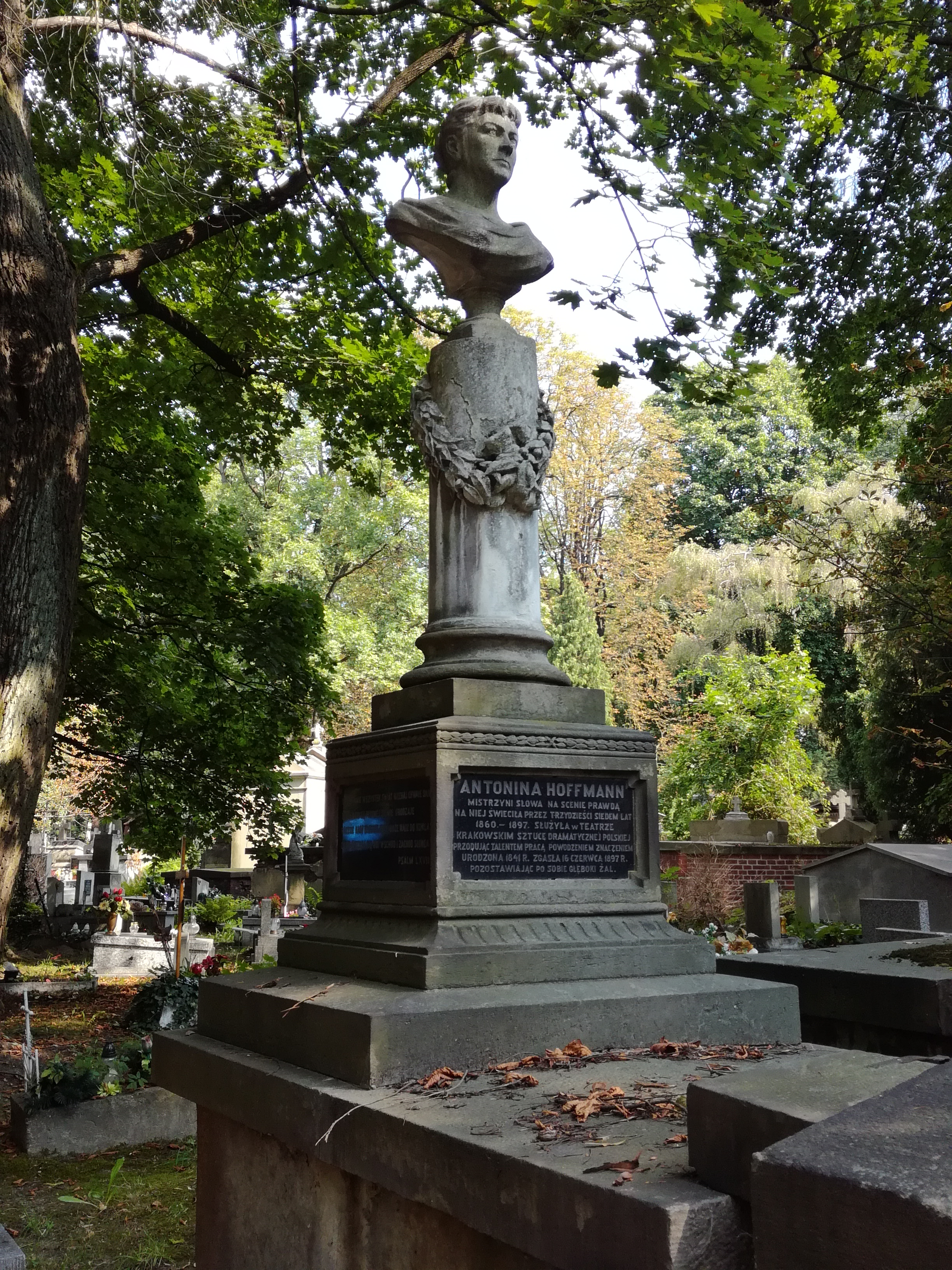
Grób Antoniny Hoffmann na cmentarzu Rakowickim

Aktorka zmarła w dniu swoich 55 urodzin. Została pochowana na cmentarzu Rakowickim w grobie rodziny Modrzejewskich i Wendów. W listopadzie przeniesiono zwłoki do własnego grobu. Jej grób zdobi rzeźba-popiersie artystki autorstwa Michała Korpala oraz epitafium z informacją, iż krakowskiej scenie poświęciła 37 lat. Kw. T.